# 祇摩王陵
祇摩王陵（ぎまおうりょう、ハングル: 지마왕릉〈チマワンヌン〉）は、韓国、慶尚北道慶州市拝洞（ハングル: 배동〈ペドン〉）にある新羅第6代王（尼師今）祇摩（ぎま〈チマ、キマ〉、在位112-134年）の陵とされる墳墓である。
1971年4月28日、大韓民国指定史跡第221号に指定された後、2011年07月28日に現在の慶州祇摩王陵（ハングル: 경주 지마왕릉）に名称変更された。
2000年11月、国際連合教育科学文化機関（ユネスコ、UNESCO）の世界遺産（文化遺産）に登録された慶州歴史地域（慶州歴史遺跡地区、ハングル: 경주역사유적지구）の南山地区（慶州南山一円〈史跡311号〉）となる南山（ナムサン）西麓の北側に位置する。

## 概要
祇摩王陵は、高さ3.4メートル、直径12メートル、周長約38ートルの円墳（円形封土墳）であり、封土（盛土）のほか装飾要素のない新羅時代初期の形式で、五陵形式に分類される。
一方、この王陵は傾斜面を利用した高い立地に構築されており、慶州平野にある墳墓と異なり高い位置にあることから、2世紀頃のものとは見られないとして、祇摩の陵墓ではないともいわれる。また、単一かつ小規模なことから、これを新羅末期の9世紀に造られた横穴式石室墳と捉える見方もある。
墳墓の手前にある整形された床石は、1955年に設置されたもので、魂が出たときを過ごすための「魂遊石」（ハングル: 혼유석）とされる。